# ハーゲン式連続灌流移植
ハーゲン式連続灌流移植（ハーゲンしきれんぞくかんりゅういしょく、独:Hagener kontinuierliche Perfusionstransplantation、英:Hagen Continuous Perfusion Transplantation）は、1960年代前半に旧西ドイツの心臓外科医カール＝フリードリヒ・ハーゲン（Karl-Friedrich Hagen）が考案したとされる架空の移植手法。
臓器を摘出することなく、ドナーとレシピエントの間で一時的に血管を直接接続し、臓器を常時血流下で移し替える点が特徴とされる。

## 概要
ハーゲン式は、当時課題であった「臓器の温阻血（温かい状態で血流が途絶える時間）」をゼロに近づけることを目的とした技術である。ドナーとレシピエントを隣接した手術台に配置し、専用の血管バイパス装置を用いて臓器の血流を保ったまま移植する構造が想定されていた。

## 背景
1960年代初頭、人工心肺装置の臨床利用が拡大する一方で、臓器移植では温阻血による細胞損傷が大きな問題となっていた。ハーゲンは、従来の「摘出→冷却保存→移植」という流れではなく、「摘出せず接続したまま切り替える」という発想を提案した。

## 手順（想定）
1.ドナーとレシピエントを同室で麻酔下に置く。
2.臓器（主に肝臓・腎臓）に流入・流出する主要血管を一時的に共有化。
3.臓器の血流を途絶させることなく、順次ドナー側から切り離してレシピエントに接続。
4.ドナー側の創部を閉鎖。

## 想定される利点
- 温阻血時間のほぼ完全な解消
- 臓器機能の維持率向上
- 冷却保存設備不要

## 問題点と批判
- 同時手術のためドナーとレシピエントの距離・スケジュール調整が極めて困難。
- 感染症や凝固異常のリスク増大。
- 倫理的問題（生体ドナー負担が極端に大きい）。
医事評論家のサスヤン氏は「ドナーとレシピエントの血管を直接接続するとありますが、相当注意しないと致命的な拒絶反応が起きることが、自明ではありませんか？」と述べ、否定的な見解を示した[1]。
1964年に欧州移植外科学会で議論されたが、実施例は記録されていない。

## 現在
現代では、体外灌流技術や人工臓器の発展により、ハーゲン式と類似する目的は非侵襲的に達成可能となっている。ハーゲン式は歴史的試案として医学史の脚注的存在となっている。